# Pachythone lateritia
Espèce
Pachythone lateritia est une espèce d'insectes lépidoptères (papillons) qui appartient à la famille des Riodinidae et au genre Pachythone.

## Dénomination
Pachythone lateritia a été décrit par Henry Walter Bates en 1867.

### Sous-espèces
- Pachythone lateritia lateritia, présent au Brésil.
- Pachythone lateritia bourda Gallard, 1998; présent en Guyane.
- Pachythone lateritia coccineata (Kaye, 1904); présent à Trinité-et-Tobago[1].

## Écologie et distribution
Pachythone lateritia est présent en Guyane, à Trinité-et-Tobago et au Brésil.

### Protection
Pas de statut de protection particulier.